# Мдивани, Симон Гургенович
Симон Гургенович Мдивани (груз. სიმონ (სვიმონ) მდივანი (სხვა სახელი სოსიკო მდივანი), 20 октября 1876, Хони, Имеретия — 13 декабря 1937, Сошо) — грузинский политик, член Учредительного собрания Грузии (1919—1921). Старший брат революционера Поликарпа (Буду) Мдивани.

## Биография

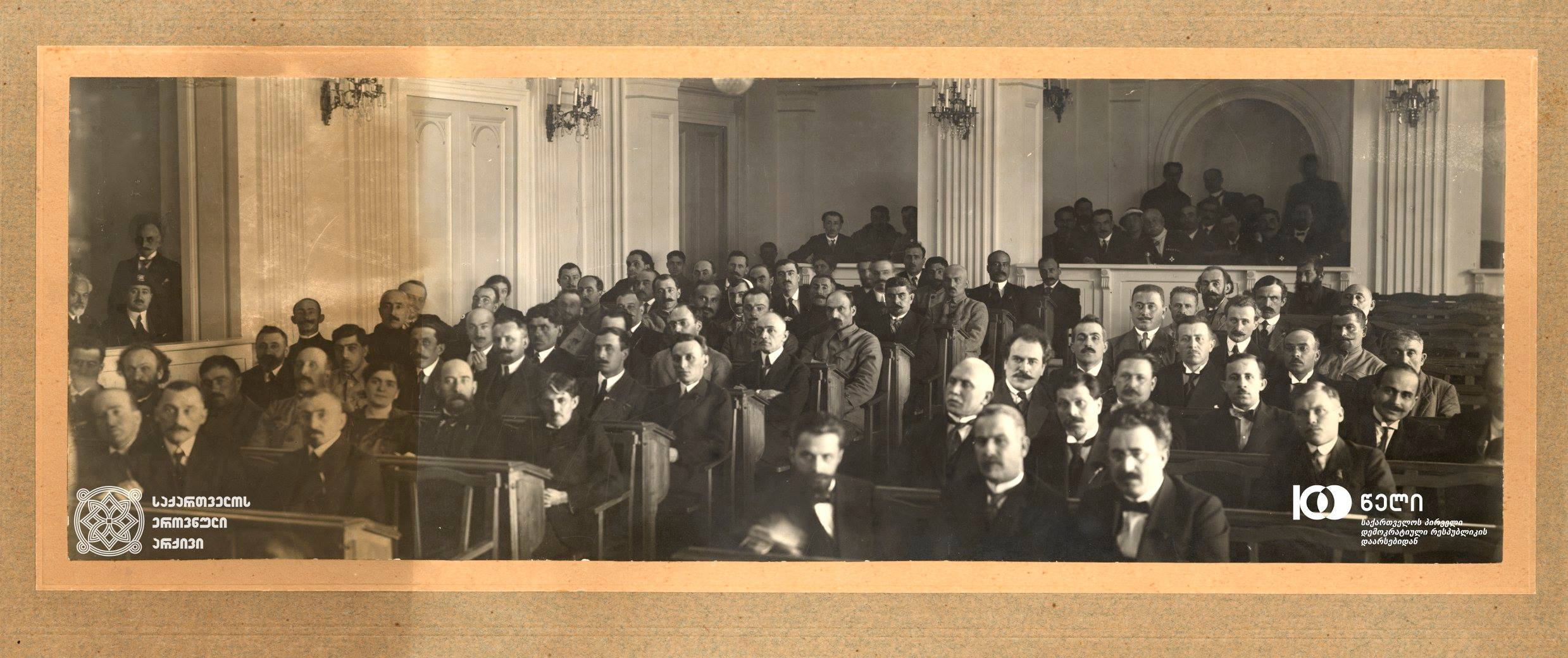
Учредительное собрание Грузии. Мдивани, левая сторона, в последних рядах

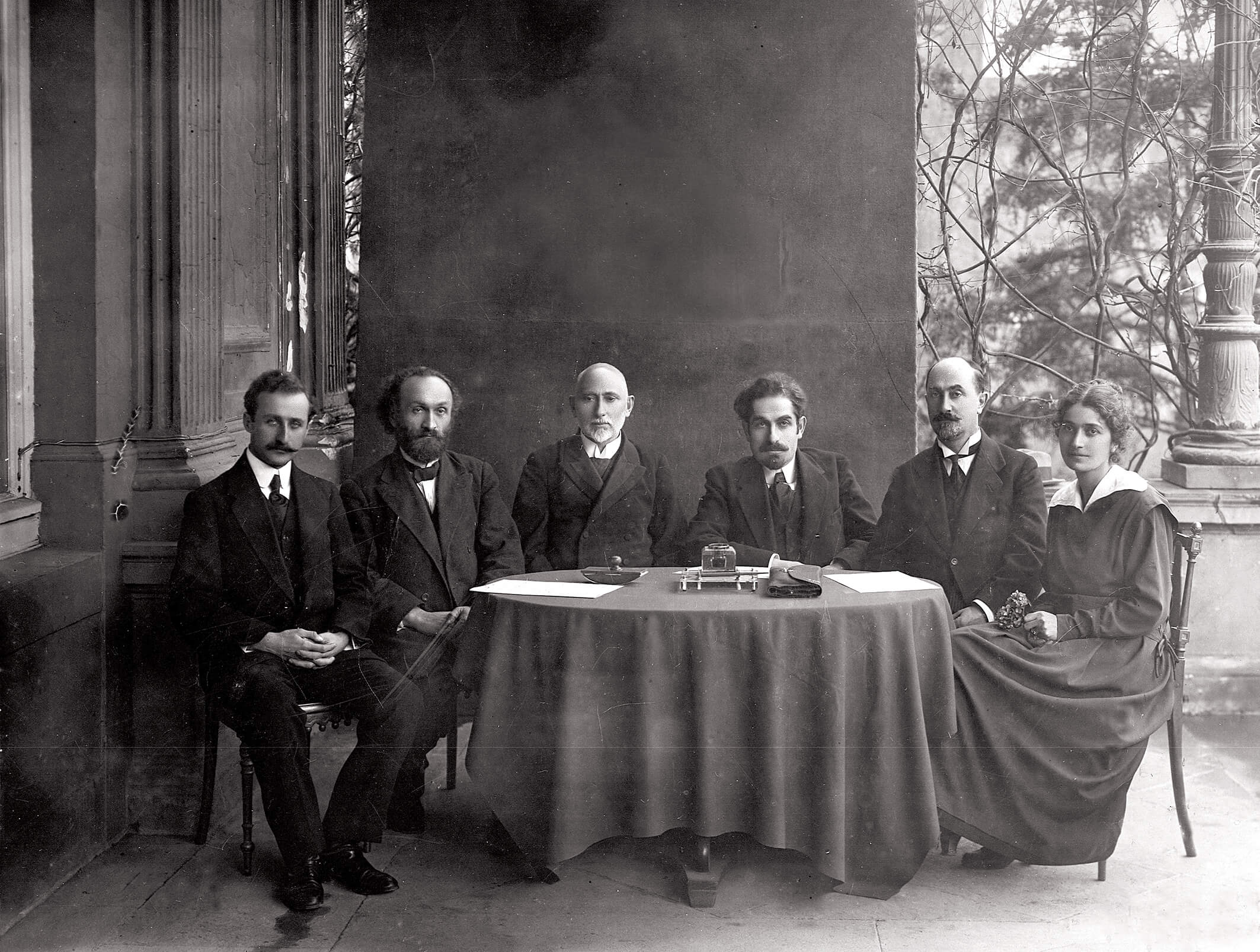
Президиум Учредительного собрания Грузии: К. Джапаридзе, Григол Натадзе, Э. Такаишвили, А. Ломтатидзе, С. Мдивани и Кристина Шарашидзе. Тифлис, 1918

Учился в Кутаисской классической гимназии. Высшее образование получил на факультете естественных наук Императорского Новороссийского университета в Одессе. В студенческие годы был членом нелегальной группы студентов, борющихся с самодержавием. После окончания института остался в Одессе, работал по химической специальности.
Член Социалистической-Федералистской партии с 1905 года, участник Первой русской революции. После поражения революции поселился в Батуме, был избран директором Грузинского трастового банка. Продолжал свою общественную и политическую деятельность — редактировал местную ежедневную газету, был членом городского самоуправления, членом центрального комитета Социалистической федералистской партии и председателем Батумского районного комитета.
В 1917 году переехал в Тифлис. В ноябре того же года был избран в Национальный совет, а в 1918 году — в парламент Грузии.
После провозглашения независимости Грузии был назначен послом в Республике Армения. 12 марта 1919 года избран в Учредительное собрание, заместитель председателя социалистско-федералистской фракции. В начале 1921 года направлен послом в Турцию. Он стал первым послом, который поздравил правительство новой Турции и порадовался признанию Грузии.
После советизации Грузии (1921) переехал во Францию. Член грузинской делегации на Женевской конференции 1922 года. В дальнейшем вёл активную работу как политик и дипломат, отстаивая интересы независимой Грузии.
Похоронен в Левиле.